# Good Souls Better Angels
Good Souls Better Angels è un album in studio della cantautrice statunitense Lucinda Williams, pubblicato nel 2020.

## Tracce
1. You Can't Rule Me – 4:02
2. Bad News Blues – 4:37
3. Man Without a Soul – 5:31
4. Big Black Train – 5:28
5. Wakin' Up – 4:44
6. Pray the Devil Back to Hell – 5:38
7. Shadows & Doubts – 6:01
8. When the Way Gets Dark – 3:27
9. Bone of Contention – 4:05
10. Down Past the Bottom – 3:21
11. Big Rotator – 5:20
12. Good Souls – 7:35

## Formazione
- Lucinda Williams – chitarra, voce
- Mark T Jordan – organo
- Stuart Mathis – chitarra, violino
- Butch Norton – batteria, percussioni
- Davis Sutton – basso